# Menemen (alimento)
Menemen é um tradicional prato turco, que inclui ovos, tomate, pimentão e especiarias, tais como primenta-preta e pimenta vermelha cozidas em azeite de oliva ou óleo de girassol. Queijo turco feta, e produtos de charcutaria, tais como sucuk ou pastırma também podem ser adicionados. Menemen pode ser feito com cebola, mas a adição de cebola é muito debatida, e é mais comum quando menemen é comido como prato principal, ao invés de incluído no café da manhã. O prato é semelhante ao xacxuca.
Menemen é comumente consumido no café da manhã, servido com pão.

## Preparação
Os tomates devem ser picados ou ralados. Se cebolas forem usados, elas devem ser adicionados à panela com o pimenta verde, e salteados com manteiga ou óleo aquecidos. Pimenta Alepo pode ser adicionada. A adição de cebola é muito debatida, e é mais comum quando menemen não é comido no café da manhã, mas como um prato principal. Alguns cozinheiros turcos como Saniye Anne insistem que um bom menemen não pode ser feito sem cebolas.
Sucuk pode ser adicionado na panela depois que os pimentões amolecem. Isso adiciona um sabor ao óleo; o sucuk pode ser removido da panela antes do tomate ser adicionado para evitar sobrecozimento, mas isso não é necessário. O tomate deve ficar bem macio e a mistura não deve ser muito aguada quando os ovos forem adicionados. Os ovos podem ser batido juntamente com o sal, a pimenta e ervas frescas a gosto ou adicionados diretamente na panela. Se pastırma for usado, ele é adicionado à panela com os ovos. Kaşar ou queijo feta podem, opcionalmente, serem acrescentado sobre os ovos antes que eles terminem de cozinhar. Os ovos devem estar totalmente cozidos, mas não seco. (Os ovos continuam a cozinhar na panela depois de serem removido do fogão). O prato pode ser acompanhado com salsinha fresca picada ou cebolinha. O prato é servido na panela em que é cozido, uma panela de duas alças conhecida como sahan, junto com pão fresco.
Algumas variações podem incluir cogumelos ou  carne moída de cordeiro. Especiarias diferentes podem ser adicionadas de acordo com os gostos, incluindo o cominho, a páprica, hortelã e tomilho.